# 헬레이저 3
《헬레이저 3》(영어: Hellraiser III: Hell on Earth)는 미국에서 제작된 앤서니 히콕스 감독의 1992년 초자연 공포 영화이다. 《헬레이저 2》(1988)의 속편이다. 테리 패럴, 더그 브래들리, 폴라 마셜, 케빈 번하트 등이 출연하였고, 로런스 모토프 등이 제작에 참여하였다.
속편 《헬레이저 4: 블러드라인》(1996)으로 이어진다.

## 줄거리
전편에서 시너바이트 핀헤드의 존재는 둘로 분열되었다. 하나는 그의 인간 시절인 제1차 세계 대전 참전 영국 육군 대위 엘리엇 스펜서, 다른 하나는 그의 본능에 해당하는 이드(Id). 스펜서의 영혼은 고성소에 갇히고, 핀헤드의 외양을 띤 이드는 "영혼의 기둥" 표면에 박제된 몸부림치는 얼굴들 사이에 섞여 퍼즐 상자와 함께 지상으로 분출된다. 이 기둥은 나이트클럽 "더 보일러 룸" 소유주 J. P. 먼로의 손에 들어간다.
텔레비전 기자 조이는 병원 응급실에서 이 클럽 단골인 10대 소년이 몸에 갈고리 사슬이 달려있는 채로 실려왔다가 사슬에 몸이 찢겨 사망하는 모습을 목격한다. 먼로의 전 여자친구인 테리는 소년이 클럽 창고에 있는 기둥에서 발견된 퍼즐 상자에서 사슬이 튀어나왔다고 말하는 걸 들었다면서 이 퍼즐을 조이에게 건넨다. 
먼로가 우연히 기둥에 피를 뿌린 뒤 먼로와 잠자리를 가진 클럽 손님 샌디가 기둥 근처에 다가갔다가 몸이 찢긴다. 샌디의 생기를 빨아먹고 소생한 핀헤드는 권력, 그리고 자연 상태에선 도달할 수 없는 향락을 약속하고, 먼로는 클럽 고객들을 먹이로 조달한다. 
엘리엇 스펜서는 커스티가 촬영된 비디오 테이프와 꿈속에 등장하여 조이에게 말을 건다. 스펜서는 자신이 제1차 세계 대전 때 인류에 대한 믿음을 상실하면서 퍼즐이 제공하는 쾌락에 몸을 맡겼으며, 자신이라는 인간 속성으로 균형을 맞추지 않으면 핀헤드는 그저 무분별하게 쾌락만을 위해 지상을 파괴해 시너바이트 규율을 깰 것이라고 한다. 이제 조이는 스펜서의 영이 핀헤드와 합체할 수 있도록 퍼즐을 써서 핀헤드를 지옥으로 돌려보내야 한다. 
한편 그간 조이와 함께 지내왔던 테리는 조이가 자신을 버렸다고 오해하고 먼로에게 돌아간다. 먼로는 테리를 핀헤드에게 먹이려고 하다가 실패한다. 그대로 도망치려던 테리는 핀헤드의 제안에 넘어가 악령이 되어 더는 희망이 없고 지긋지긋한 이 세계를 뜨기로 하고 먼로를 핀헤드에게 바친다. 기둥을 깨고 나온 핀헤드는 클럽 손님들을 학살하고 테리, 먼로, 바텐더, DJ, 독을 시너바이트로 만든다. 
핀헤드가 교회에 들어와 신성모독을 하며 사제를 살해하려고 하자 조이는 퍼즐로 주의를 빼앗는다. 핀헤드에게 쫓긴 조이는 공사장에서 퍼즐을 풀어 시너바이트를 모두 지옥으로 보내고 조이 본인은 고성소로 이동된다. 그러나 핀헤드가 베트남 전쟁으로 죽은 아버지인 척하여 퍼즐을 빼앗은 뒤 조이를 시너바이트로 바꾸려고 한다. 이때 고성소에 있던 스펜서의 영혼이 나타나 강제로 핀헤드와 접합하고, 조이는 퍼즐을 단검으로 개조하고 스펜서/핀헤드의 심장을 찔러 지옥으로 돌려보낸다. 퍼즐은 임무를 완수한 조이를 지상으로 올려보낸다. 
조이는 퍼즐을 공사장 콘크리트 웅덩이 안에 집어넣는다. 후에 그 위에 완성된 건물은 퍼즐과 동일한 디자인으로 꾸며져있다. 

## 출연
- 테리 패럴 - 조앤 "조이" 서머스킬 역
- 더그 브래들리 - 핀헤드 / 엘리엇 스펜서 대위 역
- 폴라 마셜 - 테리 / 드리머 시너바이트 / 피부가 없는 샌디 역
- 케빈 번하트 - J. P. 먼로 / 피스톤헤드 시너바이트 역
- 켄 카펜터 - 대니얼 "독" 피셔, 촬영 기사 / 카메라헤드 시너바이트 역
- 피터 앳킨스 - 릭 "더 바 맨" / 바비 시너바이트 역
- 에이미 리 - 샌디 역
- 브렌트 볼트하우스 - "더 DJ" 시너바이트 역
- 에릭 윌헬름 - CD 시너바이트 역
- 로버트 해먼드 - 채터러 시너바이트 역
- 클레이턴 힐 - 사제 역
- 피터 G. 보인턴 - 서머스킬 씨 역
- 애슐리 로런스 - 커스티 코튼 역 (카메오 출연)
- 로런스 모토프
- 샤론 힐
- 롭 트레블리어

## 기타 제작진
- 미술: 스티브 하디
- 의상: 레너드 폴랙